# Тимофеев, Николай Иванович (георгиевский кавалер)
Николай Иванович Тимофеев (1872—1917) — русский военный деятель, полковник (1916). Герой Первой мировой войны, убит в бою.

## Биография
В 1898 году после получения образования в пехотном юнкерском училище был произведён в подпоручики и выпущен в Ставропольский 74-й пехотный полк. В 1902 году произведён в поручики, в 1906 году в штабс-капитаны, в 1914 году произведён в капитаны.
С 1914 года участник Первой мировой войны в составе  Ставропольского 74-го пехотного полка в должностях ротного и батальонного командира, был ранен в боях. В 1915 году за отличие в делах против неприятеля был произведён в чин подполковника. Высочайшим приказом от 9 августа 1916 году за отличие в делах против неприятеля был произведён в чин полковника.

Высочайшим приказом от 10 ноября 1915 года за храбрость награждён Георгиевским оружием: 
За то, что в ночь с 22 на 23 января 1915 года у м. Мезолаборча, командуя батальоном, быстрым и энергичным движением занял м. Мезолаборч, имевшее важное значение, захватив 6 офицеров и 450 нижних чинов. Продолжая наступление, занял позицию на высотах южнее Мезолаборча
28 июня 1917 года был убит в бою с неприятелем и посмертно за храбрость в боях приказом по 8-й армии № 3239 от 22 декабря 1917 года был награждён орденом Святого Георгия 4-й степени.

## Награды
- Орден Святого Станислава 2-й степени с мечами (ВП 4.03.1915)
- Георгиевское оружие (ВП 10.11.1915)
- Орден Святой Анны 2-й степени с мечами (ВП 28.06.1916)
- Орден Святого Георгия 4-й степени (ВП 22.12.1917)